# Pretrež
Pretrež este o localitate din comuna Slovenska Bistrica, Slovenia, cu o populație de 155 de locuitori.